# Mario Favaretto
Mario Marcelo Favaretto Horno (nacido el 30 de abril de 1959 en Rosario) es un exfutbolista argentino. Se desempeñaba como mediocampista y su debut profesional fue en Rosario Central.

## Carrera
Tras pasar por las divisiones juveniles del club, Favaretto llegó al plantel de primera canalla en 1980. Si bien no llegó a debutar ese año, integró el equipo campeón del Nacional, de la mano de Ángel Tulio Zof. Su primer y único partido oficial en Rosario Central fue el 26 de abril de 1981 ante Instituto de Córdoba en el Chateau Carreras, con victoria de su equipo 1-0, gol de Héctor Chazarreta. 
Se sumó a América de México en 1982, donde se reencontró con su compañero de Rosario Central Eduardo Bacas. Sin embargo solo jugó tres partidos oficiales y varios amistosos con la casaca azulcrema; la cantidad de futbolistas extranjeros del plantel excedía el cupo permitido, por lo que Favaretto fue cedido en ese mismo año a Junior de Barranquilla.
En Colombia tampoco pudo lograr continuidad, retornando a México para jugar por Toros Neza. En este equipo llegó a jugar 54 partidos en dos temporadas y media.
Finalizado su paso por Neza, decidió retirarse de la actividad, afincándose en Ciudad de México, donde tiempo después abrió un restaurante tradicional en la capital mexicana.

## Clubes
| Club                   | País      | Año       |
| ---------------------- | --------- | --------- |
| Rosario Central        | Argentina | 1980-1981 |
| América                | México    | 1982      |
| Junior de Barranquilla | Colombia  | 1982      |
| Deportivo Neza         | México    | 1983-1985 |

## Palmarés
| Equipo          | País      | Título   | Año  |
| --------------- | --------- | -------- | ---- |
| Rosario Central | Argentina | Nacional | 1980 |